# Vladimir Alexandrovitch Kouznetsov
Pour les articles homonymes, voir Vladimir Kouznetsov et Kouznetsov.
Vladimir Alexandrovitch Kouznetsov (Владимир Александрович Кузнецов en russe), né le 25 juillet 1927 à Piatigorsk (république socialiste fédérative soviétique de Russie, URSS) et mort le 5 mai 2024 à Mineralnye Vody (Russie), est un archéologue, historien et chercheur soviétique puis russe, spécialiste de l'histoire de la Ciscaucasie. 

## Biographie
Scientifique émérite de la fédération de Russie et de la république d'Ossétie-du-Nord-Alanie, Vladimir Kouznetsov a publié plus de 140 travaux sur le Caucase du Nord, en particulier sur les Alains médiévaux dont il est le principal spécialiste.

## Publications

### Ouvrages
- (ru) Rekom, Nuzal i Tsarazonta, Ir, 1990  (ISBN 978-5753403117)
- (ru) Ocherki istorii alan, Ir, 1992  (ISBN 978-5753403162)
- (ru) Nizhnii Arkhyz v X-XII vekakh: K istorii srednevekovykh gorodov severnogo Kavkaza, Kavkazskaia biblioteka, 1993  (ISBN 978-5885300445).
- Coécrit avec Iaroslav Lebedynsky, Les chrétiens disparus du Caucase: Histoire et archéologie du christianisme au Caucase du Nord et en Crimée, Éditions Errance, 1999  (ISBN 978-2877721721)
- Coécrit avec Iaroslav Lebedynsky, Les Alains : Cavaliers des steppes, seigneurs du Caucase, Ier - XVe siècles apr. J.-C., Éditions Errance, 2005  (ISBN 978-2877722957)
- (ru) Istoriia V Zerkale Paranauki : Kritika Sovremennoi etnotsentristskoi Istoriografii Severnogo Kavkaza, In-t etnologii i antropologii im. N.N. Miklukho-Maklaia, 2006  (ISBN 978-5201008376)